# Vízmérő poloska
A vízmérő poloska (Hydrometra stagnorum) a rovarok (Insecta) osztályának a félfedelesszárnyúak (Hemiptera) rendjéhez, ezen belül a poloskák (Heteroptera) alrendjéhez és a vízmérő poloskák (Hydrometridae) családjához tartozó faj.

## Elterjedése
A vízmérő poloska elterjedési területe Európa, délen Észak-Afrikáig. Észak-Európában hiányzik. Elterjedési területén rendszeresen előfordul és gyakori.

## Megjelenése
A vízmérő poloska 1–1,3 centiméter hosszú. Teste igen keskeny, pálca alakú, hosszú, megnyúlt fejének a közepe táján kétoldalt vannak a szemei. A csáp sokízes, lábai igen hosszúak. Legtöbbször rövid szárnyú alakjával találkozunk. A test hasoldalát finom, bársonyszerű ezüst- vagy sárgásfehér szőrzet borítja, ezért nem nedvesedik át. Pihekönnyű teste megakadályozza, hogy a víz felületi hártyáját átszakítsa.

## Életmódja
A vízmérő poloska gyakorlatilag bármilyen vizen megtalálható, leggyakrabban a sekély parti részeken.
A rovar az alkonyati órákban tevékenykedik. Pihenéskor a szárazföldön tartózkodik. Megzavarva holtnak tetteti magát. Tápláléka a víz felszínén sodródó, elhalt rovarok.
A kifejlett állatok áttelelnek.